# Meistriliiga 2020
La Meistriliiga 2020 (por razones de patrocinio A. Le Coq Premium Liiga) fue la edición número 30 de la Meistriliiga, la primera división del fútbol de Estonia. La temporada comenzó el 6 de marzo de 2020 y terminó el 6 de diciembre de 2020. Flora es el campeón actual.
El 13 de marzo la temporada se interrumpió luego de disputarse la primera jornada debido a la Pandemia de COVID-19 en Estonia. El 19 de mayo la liga continuó sin espectadores. Debido a esto, la liga cambió su formato para la fase final de la temporada.

## Sistema de competición
Los diez equipos participantes jugaron entre sí todos contra todos cuatro veces totalizando 27 partidos cada uno, al término de la fecha 27, los 4 primeros pasarán a disputar el grupo por el campeonato, el quinto y sexto jugaran un partido por el quinto lugar y los 4 últimos integraran el grupo por la permanencia. La tabla se iba a dividir principalmente en dos, pero el 7 de noviembre tras más casos de COVID-19 en el país, la liga decidió dividirla en tres.
En el grupo por el campeonato los 4 clubes jugaran entre sí una vez, totalizando 30 partidos cada uno, al término de la fecha 30, el primer clasificado se coronara campeón y obtendrá un cupo para la primera ronda de la Liga de Campeones 2021-22, mientras que el segundo clasificado obtendrá un cupo para la primera ronda de la Liga de Conferencia Europa 2021-22.
En el grupo por la permanencia los clubes jugaran entre sí una vez, totalizando 30 partidos cada uno, al término de la fecha 30, el último clasificado descenderá a la Esiliiga 2021, mientras que el penúltimo jugará el Play-offs de relegación ante el subcampeón de la Esiliiga 2020.
Un segundo cupo para la primera ronda de la Liga de Conferencia Europea 2021-22 será asignado al campeón de la Copa de Estonia.

## Información de los equipos
| Equipo              | Ciudad     | Estadio                  | Capacidad |
| ------------------- | ---------- | ------------------------ | --------- |
| Flora               | Tallin     | A. Le Coq Arena          | 10,000    |
| Kuressaare          | Kuressaare | Kuressaare Linnastaadion | 2,000     |
| Legion              | Tallin     | Wismari Staadion         | 500       |
| Levadia Tallinn     | Tallin     | Estadio Kadriorg         | 5,000     |
| Narva Trans         | Narva      | Narva Kreenholmi Stadium | 2,200     |
| Nõmme Kalju         | Tallin     | Estadio Hilu             | 300       |
| Paide Linnameeskond | Paide      | Paide Linnastaadion      | 368       |
| Tallinna Kalev      | Tallin     | Kalevi Keskstaadion      | 11,500    |
| Tammeka             | Tartu      | Estadio de Tamme         | 2,500     |
| Tulevik             | Viljandi   | Viljandi Linnastaadion   | 2,506     |

## Desarrollo

### Tabla de posiciones
| Pos. | Equipo              | Pts. | PJ | G  | E | P  | GF | GC | Dif. | Clasificación                     |
| ---- | ------------------- | ---- | -- | -- | - | -- | -- | -- | ---- | --------------------------------- |
| 1    | Flora               | 74   | 27 | 24 | 2 | 1  | 66 | 16 | +50  | Ronda por el campeonato           |
| 2    | Paide Linnameeskond | 60   | 27 | 20 | 0 | 7  | 70 | 30 | +40  | Ronda por el campeonato           |
| 3    | Levadia Tallinn     | 53   | 27 | 16 | 5 | 6  | 62 | 35 | +27  | Ronda por el campeonato           |
| 4    | Nõmme Kalju         | 49   | 27 | 14 | 7 | 6  | 48 | 19 | +29  | Ronda por el campeonato           |
| 5    | Tammeka             | 31   | 27 | 8  | 7 | 12 | 30 | 41 | −11  | Duelo directo por el quinto lugar |
| 6    | Tulevik             | 30   | 27 | 9  | 3 | 15 | 27 | 43 | −16  | Duelo directo por el quinto lugar |
| 7    | Legion              | 25   | 27 | 6  | 7 | 14 | 21 | 42 | −21  | Ronda por la permanencia          |
| 8    | Narva Trans         | 21   | 27 | 5  | 6 | 16 | 26 | 45 | −19  | Ronda por la permanencia          |
| 9    | Kuressaare          | 20   | 27 | 4  | 8 | 15 | 26 | 59 | −33  | Ronda por la permanencia          |
| 10   | Tallinna Kalev      | 18   | 27 | 5  | 3 | 19 | 18 | 64 | −46  | Ronda por la permanencia          |

Actualizado a los partidos jugados el 2 de diciembre de 2020.
 Fuente: Soccerway

### Tabla de resultados cruzados
| Local \ Visitante   | FLO | KUR | LEG | LEV | NAR | NOM | PAI | TAL | TAM | TUL |
| ------------------- | --- | --- | --- | --- | --- | --- | --- | --- | --- | --- |
| Flora               | —   | 3–0 | 3–1 | 4–0 | 3–1 | 2–1 | 3–1 | 3–0 | 0–0 | 3–0 |
| Kuressaare          | 0–4 | —   | 0–0 | 2–2 | 3–2 | 0–2 | 0–4 | 2–2 | 2–4 | 3–0 |
| Legion              | 1–3 | 1–1 | —   | 0–2 | 0–0 | 0–6 | 0–3 | 0–0 | 0–1 | 0–2 |
| Levadia Tallinn     | 1–3 | 1–0 | 4–0 | —   | 3–0 | 1–1 | 4–1 | 4–0 | 2–2 | 5–1 |
| Narva Trans         | 2–3 | 1–0 | 2–0 | 4–4 | —   | 0–1 | 1–0 | 1–0 | 0–1 | 0–2 |
| Nõmme Kalju         | 1–2 | 1–0 | 1–2 | 2–0 | 3–0 | —   | 0–1 | 2–0 | 1–1 | 0–0 |
| Paide Linnameeskond | 1–3 | 2–0 | 2–0 | 4–2 | 2–1 | 1–3 | —   | 4–0 | 3–0 | 1–2 |
| Tallinna Kalev      | 0–3 | 0–2 | 1–0 | 0–4 | 1–1 | 0–4 | 1–8 | —   | 0–2 | 0–2 |
| Tammeka             | 1–3 | 1–2 | 1–3 | 1–1 | 2–2 | 0–2 | 0–2 | 0–2 | —   | 2–1 |
| Tulevik             | 2–1 | 5–0 | 0–2 | 1–3 | 0–1 | 0–6 | 1–3 | 2–1 | 2–0 | —   |

| Local \ Visitante   | FLO | KUR | LEG | LEV | NAR | NOM | PAI | TAL | TAM | TUL |
| ------------------- | --- | --- | --- | --- | --- | --- | --- | --- | --- | --- |
| Flora               | —   | —   | 1–0 | —   | —   | 0–0 | 1–0 | —   | —   | 2–1 |
| Kuressaare          | 0–4 | —   | 2–2 | 1–5 | —   | 1–1 | —   | 0–1 | —   | —   |
| Legion              | —   | —   | —   | 1–2 | 2–1 | —   | 0–2 | 2–0 | 3–1 | —   |
| Levadia Tallinn     | 0–2 | —   | —   | —   | —   | 2–1 | —   | 3–0 | 3–2 | 2–0 |
| Narva Trans         | 1–2 | 0–0 | —   | 1–2 | —   | —   | —   | —   | —   | 0–1 |
| Nõmme Kalju         | —   | —   | 1–1 | —   | 2–1 | —   | —   | —   | —   | 0–0 |
| Paide Linnameeskond | —   | 6–2 | —   | 1–0 | 4–2 | —   | —   | 4–1 | 3–1 | —   |
| Tallinna Kalev      | 1–4 | —   | —   | —   | 4–1 | 1–4 | 0–2 | —   | 1–2 | 1–0 |
| Tammeka             | 0–1 | 4–2 | —   | —   | 0–0 | 0–0 | —   | —   | —   | —   |
| Tulevik             | —   | 1–1 |     | —   | —   | 0–1 | 1–4 | —   | 0–1 | —   |

## Ronda por el campeonato

### Clasificación
| Pos. | Equipo              | Pts. | PJ | G  | E | P | GF | GC | Dif. | Clasificación 2021–22                          |
| ---- | ------------------- | ---- | -- | -- | - | - | -- | -- | ---- | ---------------------------------------------- |
| 1    | Flora (C)           | 80   | 29 | 26 | 2 | 1 | 76 | 17 | +59  | Primera ronda de la Liga de Campeones          |
| 2    | Paide Linnameeskond | 64   | 30 | 21 | 1 | 8 | 80 | 43 | +37  | Primera ronda de la Liga de Conferencia Europa |
| 3    | Levadia Tallinn     | 57   | 29 | 17 | 6 | 6 | 66 | 37 | +29  | Primera ronda de la Liga de Conferencia Europa |
| 4    | Nõmme Kalju         | 49   | 30 | 14 | 7 | 9 | 52 | 31 | +21  |                                                |

Actualizado a los partidos jugados el 6 de diciembre de 2020.
 Fuente: Soccerway

### Tabla de resultados cruzados
| Local \ Visitante   | FLO | LEV | NOM | PAI |
| ------------------- | --- | --- | --- | --- |
| Flora               | —   | —   | —   | —   |
| Levadia Tallinn     | —   | —   | —   | 2–2 |
| Nõmme Kalju         | 0–3 | 0–2 | —   | —   |
| Paide Linnameeskond | 1–7 | —   | 7–4 | —   |

## Duelo por el quinto lugar

### Tabla de posiciones
| Pos. | Equipo  | Pts. | PJ | G | E | P  | GF | GC | Dif. |
| ---- | ------- | ---- | -- | - | - | -- | -- | -- | ---- |
| 1    | Tammeka | 32   | 28 | 8 | 8 | 12 | 33 | 44 | −11  |
| 2    | Tulevik | 31   | 28 | 9 | 4 | 15 | 30 | 46 | −16  |

Actualizado a los partidos jugados el 22 de noviembre de 2020.
 Fuente: Soccerway

### Tabla de resultados cruzados
| Local \ Visitante | TAM | TUL |
| ----------------- | --- | --- |
| Tammeka           | —   | 3–3 |
| Tulevik           | —   | —   |

## Ronda por la permanencia

### Clasificación
| Pos. | Equipo         | Pts. | PJ | G | E | P  | GF | GC | Dif. | Clasificación 2021           |
| ---- | -------------- | ---- | -- | - | - | -- | -- | -- | ---- | ---------------------------- |
| 1    | Legion         | 31   | 30 | 8 | 7 | 15 | 26 | 44 | −18  |                              |
| 2    | Narva Trans    | 25   | 30 | 6 | 7 | 17 | 31 | 49 | −18  |                              |
| 3    | Kuressaare (O) | 24   | 30 | 5 | 9 | 16 | 28 | 63 | −35  | Promoción por la permanencia |
| 4    | Tallinna Kalev | 20   | 30 | 5 | 5 | 20 | 20 | 68 | −48  | Descenso a Esiliiga 2021     |

Actualizado a los partidos jugados el 28 de noviembre de 2020.
 Fuente: Soccerway

### Tabla de resultados cruzados
| Local \ Visitante | KUR | LEG | NAR | TAL |
| ----------------- | --- | --- | --- | --- |
| Kuressaare        | —   | —   | 0–3 | —   |
| Legion            | 0–1 | —   | —   | —   |
| Narva Trans       | —   | 1–3 | —   | 1–1 |
| Tallinna Kalev    | 1–1 | 0–2 | —   | —   |

## Playoffs de relegación
Lo disputaron el noveno clasificado ante segundo el clasificado de la Esiliiga 2020.
| Equipo 1             | Agr. | Equipo 2   | Ida | Vuelta |
| -------------------- | ---- | ---------- | --- | ------ |
| Maardu Linnameeskond | 5–9  | Kuressaare | 3–5 | 2–4    |

## Goleadores
- Fuente: Jalgpalli

| Pos. | Jugador               | Club                | Goles |
| ---- | --------------------- | ------------------- | ----- |
| 1    | Rauno Sappinen        | Flora               | 26    |
| 2    | Edrisa Lubega         | Paide Linnameeskond | 14    |
| 3    | Tristan Koskor        | Tammeka             | 12    |
| 4    | Marcelin Gando        | Levadia Tallinn     | 11    |
| 5    | Henri Anier           | Paide Linnameeskond | 10    |
| 5    | Deabeas Owusu-Sekyere | Paide Linnameeskond | 10    |
| 5    | Konstantin Vassiljev  | Flora               | 10    |
| 8    | Vladyslav Khomutov    | Nõmme Kalju         | 9     |
| 8    | Yuriy Kolomoyets      | Levadia Tallinn     | 9     |
| 8    | Siim Luts             | Paide Linnameeskond | 9     |